# 精液検査
精液検査（せいえきけんさ、英: Semen analysis, Seminogram, Spermiogram）とは、男性の精液とそれに含まれる精子の特性の評価である。

## 解説
妊娠を希望する男性や精管結紮術・精管切除術の成功を確認したい男性などの生殖能力評価に用いられる。 測定方法によって、一部の特性のみを評価する場合（家庭用キットなど）も、多くの特性を評価する場合（ラボなど）もある。採精技術や測定方法の正確さが結果に影響しうる。
精液検査は複雑な検査であり、充分な経験を持つ技術者が男性病学検査室で品質管理と検査システムの検証を行いながら実施する必要がある。日常的な精液分析項目には、精液の物理的特性（色、匂い、pH、粘度、液状化）、量、濃度、形態、精子の運動性と前進性が含まれる。正しい結果を得るためには、少なくとも2回、できれば3回の精液分析を、7日から3ヶ月の間隔をあけて行う必要がある。
精液試料の分析に使用される技術と基準は、2021年に公表されたWHOの「ヒト精液検査と手技 WHOラボマニュアル 第6版」に基づいている。

## 検査の意義
ヒトで精液検査を行う最も一般的な理由は、夫婦の不妊調査の一環として、または精管切除術の成否を確認するためである。その他、精子提供のためのヒトドナーの検査にも使用される。動物の精液検査は主に種馬飼育や家畜の繁殖に使用される。
妊娠前の定期的な検査の一環として精液検査を受ける男性も居る。検査室レベルでは、特に要求されない限り、あるいは病歴聴取や身体検査で疾患の疑いが強く示唆されない限り、精液や精子を検査することはない。このような検査は非常に高価で時間が掛かり、米国では保険が適用される可能性は低い。ドイツのような他の国では、検査には保険が適用される。

## 生殖能力との関連性
精液検査で測定されるパラメータは、精子の質を左右する要因の一部に過ぎない。精液分析が正常な男性の30％には、実際には精子の機能に異常があるという報告もある。 逆に、精液検査の結果が悪い男性でも、子供を授かる場合もある。 NICEのガイドラインでは、軽度の男性不妊症とは、2回以上の精液分析で1つ以上の変数が5パーセンタイル以下であるが、軽度の子宮内膜症患者と同様に、2年以内に膣性交によって自然に妊娠する可能性があると定義されている。

## 採精法
精液採取の方法には、自慰行為（用手法）、コンドーム内射精、精巣上体穿刺などがある。射精液の一部損失、細菌汚染、膣pH（酸性）による精子の運動性の減失等の可能性があるため、性交後膣外射精は絶対に禁忌である。精液採取に最適な禁欲期間は2～7日間である。精液試料を採取する最も一般的な方法はマスターベーションであり、温度変化を避ける必要上、精液試料を採取するのに最適な場所は分析を実施するクリニック内である。試料を採取したら無菌のプラスチック製容器に直接入れ（通常のコンドームには潤滑剤や殺精子剤などの化学物質が含まれており、試料に損傷を与える可能性があるため、決して入れてはならない）、1時間以内に検査が行われるようクリニックに渡す必要がある。
逆行性射精、神経損傷、心理的抑制などがある状況では、別の採取方法が必要とされる。場合によっては、特殊なコンドーム、電気刺激、振動刺激が使用されることもある。

## パラメータ
精液検査に含まれるパラメータは、肉眼検査項目（液状化、外観、粘度、体積、pH）と顕微鏡検査項目（運動性、形態、活力、濃度、精子数、精子凝集塊、運動精子塊、円形細胞や白血球の有無）に分けられる。その内3つの主要項目は、精液中の精子濃度、運動性、形態である。この分析は生殖能力の分析に重要であるが、完全に生殖能力のある男性でさえ、“正常”な精子を見つけるのは困難である。平均的な受胎可能な男性の場合、全てのパラメータが正常な精子はわずか4％であり、96%には何らかの“異常”がある。

### 精子濃度

およその妊娠率は、人工授精サイクルで使用する精子の量によって異なる。数値は子宮内人工授精の場合の総精子数であり、総精子数は総運動精子数の約2倍となる。

精子濃度（正しくは精子数）とは、射精液中の精子の濃度を測定するもので、精子濃度に体積を乗じた総精子数とは区別される。2021年の世界保健機関（WHO）の定義によれば、1mLあたりの精子1400万匹以上が正常とされている。より古い定義では2000万とされていた。精子数が少ないと精子減少症と見做される。精管切除術は、試料が無精子症（あらゆる種類の精子がゼロ）であれば成功である。運動性のない精子が稀に観察される場合（1mLあたり10万個未満）を成功と定義することもある。試料の精子数が1mLあたり10万個未満の場合は、不定型無精子症（cryptozoospermia）と呼ばれる。また、精子数が増加（精管再形成で起こり得る）していないことを確認するために、2回目の精液分析が勧められる場合もある。
異なる日に採取した3つの試料中の精子数を正確に推定できる家庭用チップが登場している。このようなチップでは、ポリスチレンビーズで満たされた対照液と比較して、精液試料中の精子の濃度を測定する。

### 運動性
WHOは42％という値を定めており、これは採精後60分以内に測定される必要がある。WHOはまた、生存率（vitality）も定めており、生存精子の下限基準値は55％である。精子濃度が1mLあたり1600万匹を遥かに超えていても、運動する精子が少な過ぎ、質が悪いという場合がある。しかし、精子濃度が非常に高いと、生存率が低くても運動精子数が1mLあたり800万匹以上であり、問題にならないこともある。逆に、精子数が2,000万匹/mLより遥かに少なくても、運動率が高ければ、精子の質としては悪くない。
より明確な指標は運動性グレード（motility grade）で、総運動性（PR+NP）と不動性である。
- 進行性運動性（PRogressively motile）―前進する精子
- 非進行性運動性（Non Progressively motile）―円運動をする精子
- 不動性（Immotile）―動かない精子や死滅した精子

42％の運動率は、30％の進行性運動率と12％のin situ 運動率に分解される。

運動率が30％以上の精液は正常精子症（normozoospermia）とされる。それ以下の検体は、精子無力症と分類される。

精子の形態異常例

### 形態
精子の形態について2021年に記載されたWHOの基準では、観察された精子の4％（または5パーセンタイル）以上が正常な形態を有していれば、検体は正常であるとされる。検体中の形態学的に正常な精子が4％未満である場合は、奇形精子症と分類される。
正常精子の形態学的分類は、客観性の欠如や解釈のばらつき等により困難である。精子の正常・異常の分類には、様々な部分を考慮する必要がある。精子には頭部、中片部、尾部がある。
まず、頭部は楕円形で、滑らかで、規則正しい輪郭をしていなければならない。さらに、先体領域は頭部の40～70％の面積を占め、明瞭で、大きな液胞を含んでいない。液胞の量は頭部の面積の20％を超えてはならない。長さは4-5μm、幅は2.5-3.5μmであるべきである。
第二に、中片部は規則的であるべきで、最大幅は1μm、長さは7～8μmである。中片部の軸は頭部の長軸と一致している（捩れていない）。
最後に、尾部は中片部よりも細く、長さはおよそ45μmで、長さ方向の直径は一定であるべきである。巻いていないことが重要である。
複数の形態異常が混在している場合が多いので、奇形精子症指数（teratozoospermia index, TZI）が有用である。この指数は異常精子1匹あたりの異常箇所数の平均である。この指数を計算するために、精子200匹を用い、頭部、中腹部、尾部の異常精子をカウントし、同時に異常精子の総匹数をカウントする。その後、TZIはこのように計算される：
{\displaystyle TZI={\frac {h+m+t}{x}}}
- x = 異常精子の数
- h = 頭部に異常のある精子の数
- m = 中片部に異常のある精子の数
- t = 尾部に異常のある精子の数

TZIは1（精子1匹につき異常が1つだけ）から3（1匹の精子に3種類の異常がある）までの値をとる。
もう一つの指標は、精子奇形指数（sperm deformity index；SDI）である。これはTZIと同じ方法で計算されるが、異常精子の匹数で割るのではなく、カウントされた精子の総匹数で割る。
形態的特徴は、体外受精における卵子の受精成功の予測因子である。
全精子の最大10％に観察可能な欠陥があると、卵子と受精する上で不利となる。
また、尾端が膨隆した精子細胞は、一般的に異数性の頻度が低い。 運動性精子小器官形態検査（motile sperm organelle morphology examination；MSOME）とは、高倍率の光学系を用い、デジタル画像処理で強化された倒立型光学顕微鏡を使用して6000倍以上の倍率で検査する特殊な形態学的検査である。この倍率は、顕微授精用の精子を選択する際に通常使用する倍率（200～400倍）よりも遥かに高い。MSOMEで発見される可能性のある所見は、精子内空胞の存在であり、特に空胞が大きい場合は、精子クロマチンの未成熟を示す。

### 精液量
WHOでは精液量は1.4mLから6.2mL（5から95パーセンタイル）が正常とされる。精液量が少ない場合は精液過少症と呼ばれ、精嚢の一部または全部が閉塞しているか、先天的に精嚢がない可能性がある。臨床的には、不妊症の場合、1.4mL未満の精液量は、不完全射精または精液の一部喪失による可能性が高く、また、最後の射精から精液採取まで少なくとも48時間以上経過している場合は、低アンドロゲン血症や射精管の一部の閉塞、無精子症の可能性を評価する必要がある。
ヒト精液の96～98％は水分である。男性がより多量に射精する方法の1つは、より多くの水分を摂取することである。また、男性は長時間の性的刺激や興奮の後、より多くの精液を分泌する。セックスやマスターベーションの回数を減らすことは、精液の量を増やすことに繋がる。性感染症も精液の生成に影響する。ヒト免疫不全ウイルス（HIV）に感染している男性は、精液の量が少なくなる。
精液量の異常増加は、精液過剰症として知られる。精液の量が6mLを超える場合は、前立腺炎がある可能性がある。精液が出ない場合は無精液症と呼ばれ、逆行性射精、解剖学的または神経学的疾患、降圧薬によって引き起こされる可能性がある。

### 外観
精液は通常、淡灰色である。男性の年齢が上がるにつれて、黄色味を帯びる傾向が見られる。ニンニクなど硫黄を多く含む食品を摂ると、黄色い精液が出ることがある。精液に血液が混じると（血精液症）、射精液は茶色や赤色を呈する。血精液症は稀な疾患である。
濃黄色や緑色となる場合は、薬物によるものである可能性がある。褐色の精液は、主に前立腺、尿道、精巣上体、精嚢の感染や炎症の結果である。精液の色が異常になるその他の原因には、淋病やクラミジアなどの性感染症、性器の手術、男性器の損傷などが考えられる。

### 果糖含量

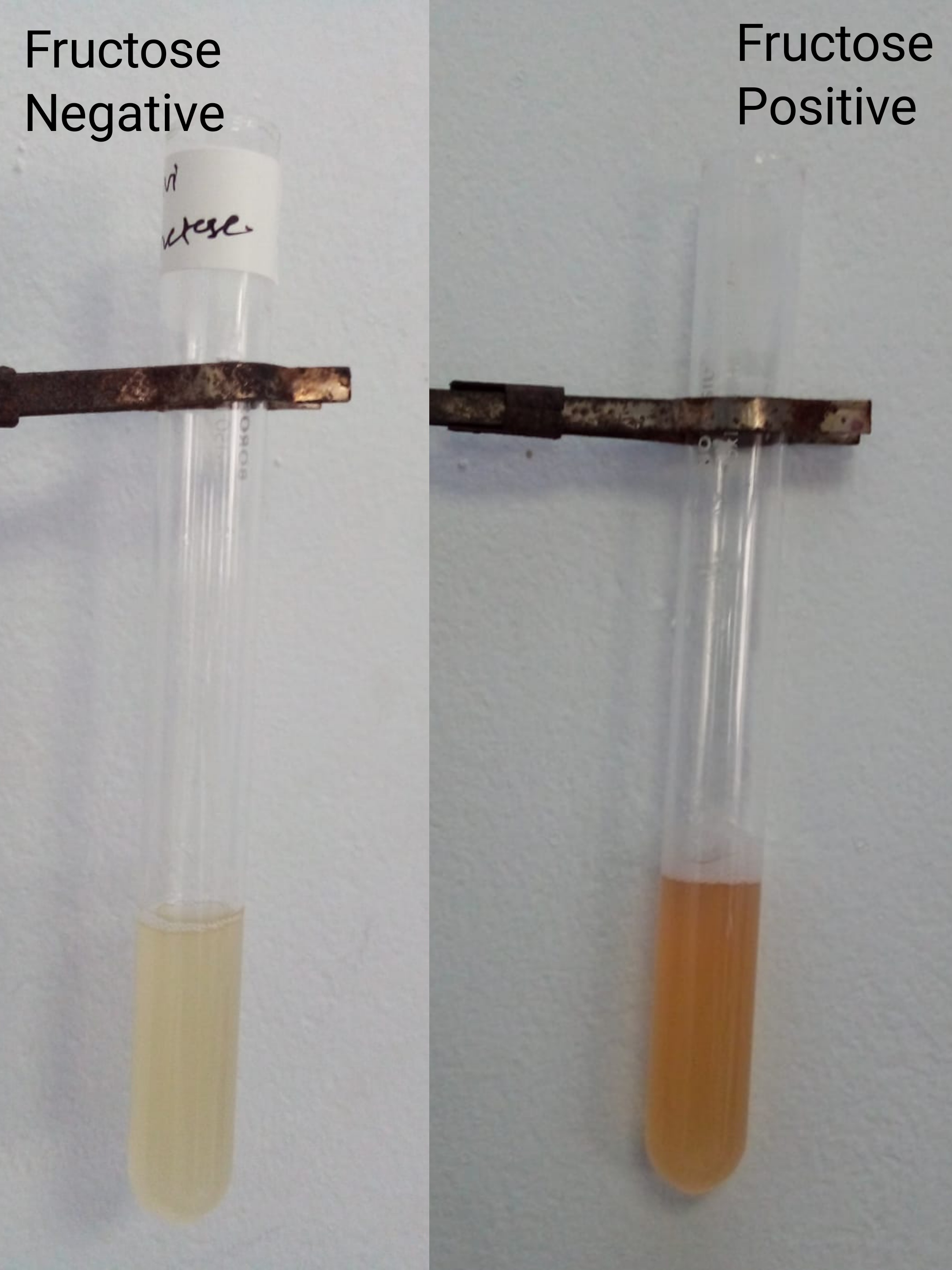
精液果糖試験

精液中の果糖は、精液が移動するためのエネルギーとして利用される。WHOは正常値を1試料あたり13μmolと規定している。果糖がない場合は、精嚢の問題が示唆される。精液果糖検査では、精液中の果糖の有無を検査する。果糖は精嚢から分泌されるため、通常は精液中に存在する。果糖が存在しない場合は、射精管閉塞またはその他の病的状態を意味する。

### pH
WHOの基準では、精液のpHの正常値は7.2～7.8である。酸性（pH値が低い）の射精液は、精嚢の一方または両方が塞がっている可能性を表す。アルカリ性（pH値が高い）の射精液は、感染症の可能性を示唆する。正常範囲外のpH値は精子にとって有害であり、卵子に浸透する能力に影響を与える可能性がある。最終的なpHは、付属腺の分泌物、アルカリ性の精嚢分泌物、酸性の前立腺分泌物のpH値のバランスによって決定される。

### 液状化
液状化とは、精嚢と前立腺の蛋白質によって形成されたゲルが分解され、精液が液状になる過程を示す。検体が濃厚なゲルから液体に変化するまでには、通常30分から1時間を要する。NICEのガイドラインでは、液化時間が60分以内であれば正常範囲内とされる。

### 粘度
精液の粘性は、試料を穴の広いプラスチック製使い捨てピペットに静かに吸引し、精液を重力で落下させ、糸の長さを観察することで推定できる。粘度が高いと、精子の運動率や精子濃度、その他の分析の妨げになることがある。

### 運動精子数
MOTは、1mLあたりの運動性の高い精子の匹数を示す指標であり、精子数と運動率の組み合わせで求められる。グレードa（室温で5秒あたり25μm以上）、グレードb（室温で25秒あたり25μm以上）等と判定される。

### DNAダメージ
不妊症に関係する精子細胞のDNA損傷は、熱処理や酸処理に対するDNAの易変性性の分析および／またはTUNEL染色により検出される二本鎖切断の存在が示唆するDNA断片化の検出によって調べることができる。DNA断片化の測定に用いられる他の技術には以下のものがある： SCD（sperm chromatin dispersion test；精子クロマチン分散試験）、ISNT（in situ nick translation；in situ ニック翻訳）、SCSA（sperm chromatin structural assay；精子クロマチン構造分析）、コメットアッセイ。

### 総運動精子数
総運動精子数（Total motile spermatozoa, TMS または Total motile sperm count, TMSC）は、精子数（濃度）、運動率、体積の積により求められ、射精液全体の中で運動している精子の匹数が計算される。
ICIでは運動率グレードcまたはdの精子を約2000万匹、IUIでは500万匹がおよその推奨値とされる。

### その他
精液中の白血球を検査する場合もある。精液中の白血球数が多い場合は膿精液症と呼ばれ、感染症を示唆している可能性がある。正常値上限は一意ではないが、一例として精液1mLあたり白血球100万個以上としているものがある。

## 異常診断
- 無精液症：　精液が出ない
- 無精子症：　精子が居ない
- 精液過少症：精液量が少ない
- 精液過剰症：精液量が多い
- 精子減少症：精子数が少ない
- 精子無力症：精子の運動性が悪い
- 奇形精子症：精子の形態異常が多い
- 精子死滅症：射精液中の精子が全て死んでいる
- 膿精液症：　精液中の白血球が多い

## 結果に影響する因子
精子の質そのものとは別に、結果に影響を及ぼす可能性のある様々な方法論的要因があり、方法間のばらつきを生じさせている。
マスターベーションから得られた試料と比較して、採精用コンドームから得られた精液試料は、総精子数、精子運動率、正常形態精子率が高い。このため、精液分析に使用すると、より正確な結果が得られると考えられている。
男性の最初の試料の結果が不妊であった場合、少なくとも2～4週間空けて更に2回以上の検査で確認する必要がある。一人の男性の精液分析結果が、経時的に大きな自然変動がある可能性がある。さらに、検査のために射精液試料を作成する際の慣れない環境、潤滑剤（ほとんどの潤滑剤は精子にとって多少有害である）無しというストレスが、男性の最初の試料にしばしば悪い結果を与え、一方で、後のサンプルが正常な結果を示す理由となっているかもしれないと考えられている。
クリニックで精液を採取するよりも自宅で精液を採取することを好む場合、寒暖差に曝されると精子の運動率に影響を与える可能性があるため、試料はできるだけ体温に近い温度に保ち、採精後速やかに検査する必要がある。

## 測定法

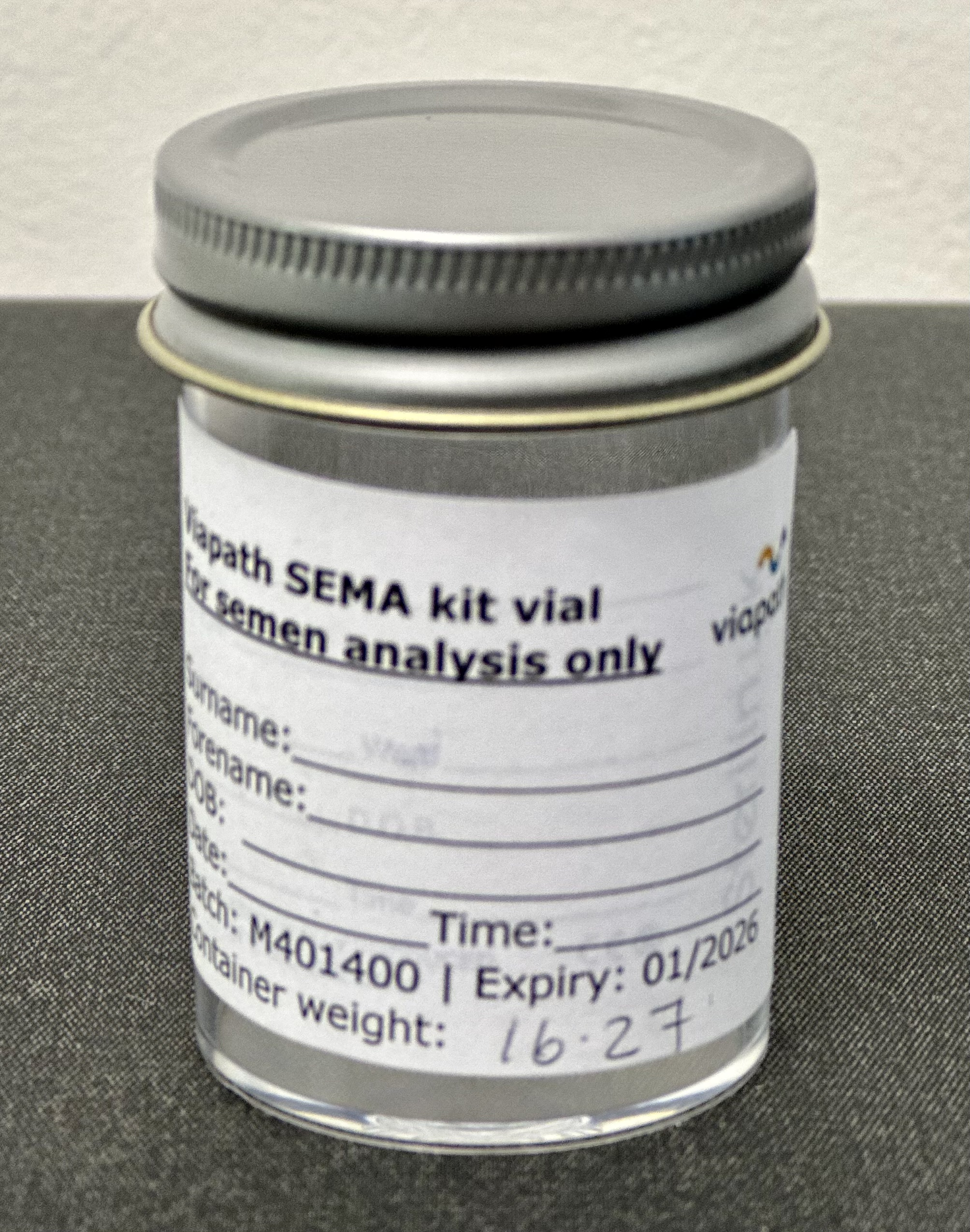
精液分析用計量済み容器

精液の体積は、試料容器の重量と空容器の質量の差によって求められる。精子の数と形態は、顕微鏡検査で計算できる。精子数は、精子関連蛋白質の量を測定するキットによって推定することもでき、家庭での使用に適している。
コンピュータ支援精液分析（Computer assisted semen analysis；CASA）は、自動または半自動精液分析技術の総称である。殆どのシステムは画像解析に基づいているが、タブレット上で細胞の動きを追跡するなどの方法もある。 コンピュータ支援技術は、精子濃度、移動速度、前進速度のような移動特性の評価に最もよく使用される。今日では画像解析に基づき、新しい技術を用いたCASAシステムがあり、ほぼ完璧な結果が得られ、完全な解析を数秒で行うことができる。いくつかの技術を用いれば、精子濃度と運動性の測定は、少なくとも現在の手作業による方法と同程度には信頼できる。
ラマン分光法が、精子の核DNAダメージの検出と箇所特定のために使用可能である。